# Lars Samuelson
Lars Gunnar Samuelson, folkbokförd Samuelsson, född 4 augusti 1935, är en svensk musiker, trumpet (arrangör).
Samuelson började sin musikkarriär 1957 med att spela med artister som Eva Engdahl, Seymour Österwall och Malte Johnson. 1958 medverkade han på sin första skivinspelning och 1963 startade han sitt första egna band Swing Sing Seven. 1965 startade han The Dynamite Brass med vännen Jerry Williams. I slutet på 1960-talet och början på 1970-talet arbetade han mycket som studiomusiker, musikproducent och arrangör. Under 1970- och 1980-talen medverkade Samuelson i radio och TV, bland annat i Melodifestivalen vid ett flertal tillfällen, både som kapellmästare och arrangör. Han har varit dirigent för det svenska bidraget i Eurovision Song Contest vid tre tillfällen, 1969 då Tommy Körberg framförde Judy min vän, 1975 när Lasse Berghagen tävlade med Jennie, Jennie och 1979 då Ted Gärdestad framförde Satellit. I början på 1970-talet startade Samuelson skivbolaget Four Leaf Clover Records.

## Medverkanden i radio och TV
- Opopoppa, som var ett ungdomsprogram  med både svenska och internationella artister. Programmet började som ett radioprogram men övergick som TV-program i TV2. Det sändes omväxlande från Skansen, Gröna Lund och Liseberg med Samuelson som kapellmästare och arrangör.
- Jerry Williams Show
- Lill Babs Show
- I morron e de lörda, ett TV-program där Samuelson var musikansvarig, kapellmästare och arrangör.